# Isla Bolshoy Ussuriysky
La isla Bolshoy Ussuriysky o isla Heixiazi (del ruso: о́стров Большо́й Уссури́йский); en chino, 黑瞎子島; pinyin, Hēixiāzi Dǎo es una isla fluvial sedimentaria localizada en la confluencia del río Ussuri y del río Amur, justo al lado de la gran ciudad rusa de Jabárovsk, lo que le da gran importancia estratégica. Se divide entre la República Popular China (RPC) y Rusia. Tiene una superficie de unos 350 km² y está cerca de la isla Yinlong (isla de Tarabárov), y de más de noventa islotes (en chino, Heixiazi puede referirse solamente a la gran isla o para el grupo de islas en conjunto). 
El 14 de octubre de 2004, se firmó el Acuerdo Complementario entre la República Popular de China y la Federación de Rusia sobre la Sección Oriental de la frontera entre China y Rusia, en el que Rusia accedió a renunciar al control de la isla Yinlong y alrededor de la mitad de la isla Bolshoy Ussuriysky.